# Subsonica (album)
Subsonica (stilizzato SubsOnicA) è il primo album in studio del gruppo musicale italiano omonimo, pubblicato il 24 maggio 1997 dalla Mescal.

## Il disco
Registrato in Casasonica a Torino, il disco si compone di dodici brani, tra cui i singoli Radioestensioni e Preso blu. Oltre alla pubblicazione di questi, l'album è stato promosso anche dai videoclip di Istantanee e Cose che non ho, diretti rispettivamente da Alberto Colombo e Jansen Nannini.
Nel 1998 è stata pubblicata l'edizione limitata dell'album, contenente l'EP Coi piedi sul palco come CD bonus.

## Tracce
Testi di Samuel Romano, eccetto dove indicato, musiche di Massimiliano Casacci e Davide Dileo.
1. Come se – 4:35 (testo: Samuel Romano, Luca Ragagnin – musica: Massimiliano Casacci, Davide Dileo)
2. Istantanee – 4:25
3. Non identificato – 3:42
4. Onde quadre – 4:40
5. Radioestensioni – 4:31
6. Momenti di noia – 4:27
7. Giungla nord – 5:09
8. Cose che non ho – 4:07
9. Preso blu – 4:59
10. Funk Star – 5:03
11. Velociraptor – 5:43
12. Nicotina Groove – 7:46

Coi piedi sul palco – CD bonus nell'edizione limitata
1. Radiopatchanka – 5:36
2. Tu menti – 3:15
3. Cose che non ho – 7:20
4. Ancora ad odiare (Inedito) – 5:45
5. Per un'ora d'amore – 5:39
6. Nicotina Groove – 9:03

## Formazione
Gruppo
- Samuel – voce
- Boosta – tastiera, Fender Rhodes, programmazione
- C.Max – chitarra, programmazione
- Pierfunk – basso
- Ninja – batteria

Altri musicisti
- Zoe Hamsworth – violoncello
- Sergio Caputo – violino
- Roy Paci – tromba
- G.P. Malfatto – trombone
- Fabio Gurian – sassofono
- Enrico Manera – batteria campionata (tracce 3 e 11)

Produzione
- Max Casacci – produzione artistica, registrazione, missaggio (eccetto tracce 1 e 5)
- Subsonica – produzione artistica, registrazione, missaggio (eccetto tracce 1 e 5)
- Boosta – coproduzione
- Antonio Baglio – mastering
- Valerio Soave – produzione
- Lucio Serra – produzione esecutiva
- Carlo U. Rossi – missaggio (tracce 1 e 5)